# Salto en esquí en los Juegos Olímpicos de Sankt Moritz 1928
La competición de salto en esquí en los Juegos Olímpicos de Sankt Moritz 1928 se realizó en el Trampolín Olímpico de Sankt Moritz el 18 de febrero de 1928.

## Medallistas
| Evento                                      | Oro                                  | Plata                                | Bronce                                        |
| ------------------------------------------- | ------------------------------------ | ------------------------------------ | --------------------------------------------- |
| Trampolín grande individual (18 de febrero) | Alf Andersen · Noruega · 19,208 pts. | Sigmund Ruud · Noruega · 18,542 pts. | Rudolf Burkert · Checoslovaquia · 17,937 pts. |

## Medallero
| Núm. | País           | Oro | Plata | Bronce | Total |
| ---- | -------------- | --- | ----- | ------ | ----- |
| 1    | Noruega        | 1   | 1     | 0      | 2     |
| 2    | Checoslovaquia | 0   | 0     | 1      | 1     |
|      | TOTAL          | 1   | 1     | 1      | 3     |